# Liste des députés de la IIIe législature du Parlement de Catalogne

Les députés de la IIIe législature du Parlement de Catalogne sont les 135 députés de la IIIe législature du Parlement de Catalogne élus lors des élections au Parlement de Catalogne de 1988. Leur mandat commence le 16 juin 1988 et se termine le 21 janvier 1992.

## Liste des députés
- Haut – A
- B
- C
- D
- E
- F
- G
- H
- I
- J
- K
- L
- M
- N
- O
- P
- Q
- R
- S
- T
- U
- V
- W
- X
- Y
- Z

| Nom                                  | Liste | Liste                               | Circonscription | Notes |
| ------------------------------------ | ----- | ----------------------------------- | --------------- | --- |
| Joan M. Abelló i Alfonso             |       | Parti des socialistes de Catalogne  | Tarragone       | |
| Macià Alavedra i Moner               |       | Convergence et Union                | Barcelone       | |
| Ramon Aleu i Jornet                  |       | Parti des socialistes de Catalogne  | Tarragone       | |
| Jaume Aligué i Escudé                |       | Convergence et Union                | Lleida          | |
| Lluís Armet i Coma                   |       | Parti des socialistes de Catalogne  | Barcelone       | |
| Pere Ayguadé i Ayguadé               |       | Parti des socialistes de Catalogne  | Lleida          | |
| Joan Aymerich i Aroca                |       | Convergence et Union                | Barcelone       | |
| Francesc X. Bada i Amatller          |       | Convergence et Union                | Lleida          | |
| Rosa M. Barenys i Martorell          |       | Parti des socialistes de Catalogne  | Barcelone       | |
| Agustí M. Bassols i Parés            |       | Convergence et Union                | Barcelone       | Jusqu'au 2 novembre 1988, remplacé le 3 novembre 1988 par Jaume Jané i Bel                                                                                              |
| J. Manuel Basáñez i Villaluenga      |       | Convergence et Union                | Barcelone       | Jusqu'au 20 juillet 1989, remplacé le 25 juillet 1989 par Ramon Coma i Casellas                                                                                         |
| Manel-Ferran Bauzà i Gómez           |       | Alliance populaire                  | Barcelone       | Jusqu'au 25 septembre 1991, remplacé le 2 octobre 1991 par Sebastián Lorente i Ubanell                                                                                  |
| Xavier Bigatà i Ribé                 |       | Convergence et Union                | Barcelone       | |
| Josep Borràs i Gené                  |       | Convergence et Union                | Lleida          | |
| M. Gràcia Bosch i Agustí             |       | Convergence et Union                | Gérone          | |
| Rosa Bruguera i Bellmunt             |       | Convergence et Union                | Barcelone       | |
| M. Pilar Busquets i Medan            |       | Convergence et Union                | Lleida          | |
| Magí Cadevall i Soler                |       | Parti des socialistes de Catalogne  | Barcelone       | |
| Max Cahner i García                  |       | Convergence et Union                | Barcelone       | |
| Arcadi Calzada i Salavedra           |       | Convergence et Union                | Gérone          | Premier vice-président |
| Ramon Camp i Batalla                 |       | Convergence et Union                | Barcelone       | Premier secrétaire |
| Jaume Camps i Rovira                 |       | Convergence et Union                | Barcelone       | |
| Ferran Camps i Vallejo               |       | Convergence et Union                | Barcelone       | Jusqu'au 23 octobre 1990, remplacé le 5 novembre 1990 par Josep M. Servitje i Roca Lui-même jusqu'au 8 janvier 1991, remplacé le 18 janvier 1991 par Víctor Vila i Giró |
| Martí Carnicer i Vidal               |       | Parti des socialistes de Catalogne  | Tarragone       | |
| Josep-Lluís Carod-Rovira             |       | Esquerra Republicana de Catalunya   | Barcelone       | |
| Pere Casals i Lezcano                |       | Convergence et Union                | Gérone          | |
| Marçal Casanovas i Guerri            |       | Esquerra Republicana de Catalunya   | Gérone          | |
| Enric Castellnou i Alberch           |       | Convergence et Union                | Barcelone       | |
| Josep Clofent i Rosique              |       | Parti des socialistes de Catalogne  | Barcelone       | |
| Higini Clotas i Cierco               |       | Parti des socialistes de Catalogne  | Barcelone       | |
| Francesc Codina i Castillo           |       | Convergence et Union                | Barcelone       | |
| Josep Coll i Bertrán                 |       | Convergence et Union                | Gérone          | |
| Josep M. Coll i Majó                 |       | Convergence et Union                | Barcelone       | |
| Àngel Colom i Colom                  |       | Esquerra Republicana de Catalunya   | Barcelone       | |
| Joan Colomines i Puig                |       | Convergence et Union                | Barcelone       | |
| Víctor Manuel Colomé i Farré         |       | Alliance populaire                  | Lleida          | |
| Josep M. Cullell i Nadal             |       | Convergence et Union                | Barcelone       | Jusqu'au 25 octobre 1989, remplacé le 26 octobre 1989 par Jordi Casas-Salat i Fossas                                                                                    |
| Josep Curto i Casadó                 |       | Alliance populaire                  | Tarragone       | |
| Antoni Dalmau i Ribalta              |       | Parti des socialistes de Catalogne  | Barcelone       | Deuxième vice-président |
| Manuela de Madre Ortega              |       | Parti des socialistes de Catalogne  | Barcelone       | |
| Joan Descals i Esquius               |       | Convergence et Union                | Tarragone       | Jusqu'au 20 juillet 1989, remplacé le 25 juillet 1989 Josep Mariné i Grau                                                                                               |
| Justo Domínguez de la Fuente         |       | Parti des socialistes de Catalogne  | Barcelone       | Jusqu'au 4 avril 1989, remplacé le 20 juin 1989 par Antoni Noguer i Carvellada                                                                                          |
| Raimon Escudé i Pladellorens         |       | Convergence et Union                | Barcelone       | |
| Rosa Fabián i Martínez               |       | Iniciativa per Catalunya            | Barcelone       | Quatrième secrétaire à partir du 21 décembre 1989 |
| Jorge Fernández Díaz                 |       | Alliance populaire                  | Barcelone       | Jusqu'au 21 novembre 1989, remplacé le 23 novembre 1989 par Antonio Perea Oliva                                                                                         |
| Antoni Fernández i Teixidó           |       | Centre démocratique et social       | Barcelone       | Jusqu'au 28 novembre 1989, remplacé le 1er décembre 1989 par Armand Ródenas i Barrera                                                                                   |
| Pilar Ferran i Hernández             |       | Parti des socialistes de Catalogne  | Barcelone       | |
| Joaquim Ferrer i Roca                |       | Convergence et Union                | Barcelone       | |
| Daniel Font i Cardona                |       | Parti des socialistes de Catalogne  | Barcelone       | |
| Roc Fuentes i Navarro                |       | Iniciativa per Catalunya            | Barcelone       | |
| Joan M. Ganyet i Solé                |       | Parti des socialistes de Catalogne  | Lleida          | |
| Dionisi E. García i Guillamón        |       | Parti des socialistes de Catalogne  | Tarragone       | |
| Luis Andrés García Sáez              |       | Parti des socialistes de Catalogne  | Barcelone       | Jusqu'au 9 janvier 1992 Deuxième secrétaire |
| Arseni Gibert i Bosch                |       | Parti des socialistes de Catalogne  | Gérone          | |
| Florencio Gil Pachón                 |       | Parti des socialistes de Catalogne  | Barcelone       | Jusqu'au 4 avril 1989, remplacé le 23 mai 1989 par José González Navas                                                                                                  |
| Víctor Manuel Gimeno i Sanz          |       | Iniciativa per Catalunya            | Tarragone       | |
| Paül González i Castells             |       | Convergence et Union                | Tarragone       | |
| Josep M. Graells i Forcada           |       | Convergence et Union                | Lleida          | |
| Josep Joan Grau i Folch              |       | Convergence et Union                | Tarragone       | |
| Francesc Guasch i Fernández          |       | Convergence et Union                | Lleida          | |
| Joan Guitart i Agell                 |       | Convergence et Union                | Barcelone       | |
| Xavier Guitart i Domènech            |       | Parti des socialistes de Catalogne  | Barcelone       | |
| Joan Hortalà i Arau                  |       | Esquerra Republicana de Catalunya   | Barcelone       | |
| Antoni Jordà i Novas                 |       | Convergence et Union                | Barcelone       | |
| Josep Laporte i Salas                |       | Convergence et Union                | Tarragone       | |
| J. Javier Latorre Piedrafita         |       | Centre démocratique et social       | Barcelone       | |
| Felip Lorda i Aláiz                  |       | Parti des socialistes de Catalogne  | Barcelone       | |
| Rafael Madueño i Sedano              |       | Parti des socialistes de Catalogne  | Barcelone       | |
| Pasqual Maragall i Mira              |       | Parti des socialistes de Catalogne  | Barcelone       | |
| Miquel Àngel Marimon i Fort          |       | Convergence et Union                | Tarragone       | |
| Rosa Martí i Conill                  |       | Parti des socialistes de Catalogne  | Barcelone       | |
| Joan Josep Martí i Ferré             |       | Convergence et Union                | Tarragone       | |
| Juan Martín Toribio                  |       | Centre démocratique et social       | Barcelone       | Jusqu'au 9 janvier 1992 |
| Frederic Martínez i Ibáñez           |       | Convergence et Union                | Gérone          | |
| Jordi Martínez i Planas              |       | Convergence et Union                | Gérone          | |
| Ricard Masó i Llunes                 |       | Convergence et Union                | Gérone          | |
| Lluís Medir i Huerta                 |       | Parti des socialistes de Catalogne  | Gérone          | Jusqu'au 19 mars 1990, remplacé le 26 mars 1991 par Martí Sans i Pairutó                                                                                                |
| Jordi Menéndez i Pablo               |       | Parti des socialistes de Catalogne  | Barcelone       | Jusqu'au 19 octobre 1988, remplacé le 25 novembre 1998 par Dolors Torrent i Rius                                                                                        |
| Josep Miró i Ardèvol                 |       | Convergence et Union                | Barcelone       | Jusqu'au 30 décembre 1988, remplacé le 11 janvier 1989 par Jaume Padrós i Selma                                                                                         |
| Josep Moliner i Florensa             |       | Convergence et Union                | Gérone          | |
| Joaquim Molins i Amat                |       | Convergence et Union                | Barcelone       | |
| Josep Montalat i Cufí                |       | Convergence et Union                | Gérone          | |
| M. Dolors Montserrat i Culleré       |       | Alliance populaire                  | Barcelone       | |
| Joan Antoni Mur i Borrás             |       | Convergence et Union                | Tarragone       | |
| Joaquim Nadal i Farreras             |       | Parti des socialistes de Catalogne  | Gérone          | |
| Manel Nadal i Farreras               |       | Parti des socialistes de Catalogne  | Gérone          | |
| Trinitat Neras i Plaja               |       | Convergence et Union                | Gérone          | |
| Jaume Nualart i Serrats              |       | Iniciativa per Catalunya            | Barcelone       | |
| Josep María Obiols i Germà           |       | Parti des socialistes de Catalogne  | Barcelone       | |
| Joan Oliart i Pons                   |       | Parti des socialistes de Catalogne  | Barcelone       | |
| Jaume Manel Oronich i Miravet        |       | Convergence et Union                | Lleida          | Jusqu'au 27 décembre 1989, remplacé le 11 janvier 1990 par Isidre Gavín i Valls                                                                                         |
| Esteve Orriols i Sendra              |       | Convergence et Union                | Barcelone       | |
| Miquel Padilla i Díaz                |       | Convergence et Union                | Lleida          | |
| Pere Parera i Cartró                 |       | Convergence et Union                | Barcelone       | |
| Marià Pere i Lizandara               |       | Iniciativa per Catalunya            | Barcelone       | |
| Ramon Pla i Nadal                    |       | Convergence et Union                | Barcelone       | |
| Ferran Pont i Puntigam               |       | Convergence et Union                | Barcelone       | |
| Miquel Pueyo i París                 |       | Esquerra Republicana de Catalunya   | Lleida          | |
| Jordi Pujol i Soley                  |       | Convergence et Union                | Barcelone       | |
| Eugeni-Jesús Pérez-Moreno i Pallarés |       | Convergence et Union                | Barcelone       | |
| Josep M. Rañé i Blasco               |       | Parti des socialistes de Catalogne  | Barcelone       | |
| Enric Renau i Folch                  |       | Convergence et Union                | Barcelone       | |
| Joan Reventós i Carner               |       | Parti des socialistes de Catalogne  | Tarragone       | |
| Teresa Ribes i Utgé                  |       | Convergence et Union                | Lleida          | |
| Rafael Ribó i Massó                  |       | Iniciativa per Catalunya            | Barcelone       | |
| Ignasi Riera i Gassiot               |       | Iniciativa per Catalunya            | Barcelone       | |
| Santiago Riera i Olivé               |       | Parti des socialistes de Catalogne  | Barcelone       | |
| Joan Rigol i Roig                    |       | Convergence et Union                | Barcelone       | |
| Joan Roma i Cunill                   |       | Parti des socialistes de Catalogne  | Barcelone       | |
| Joan Manel Sabanza i March           |       | Esquerra Republicana de Catalunya   | Tarragone       | |
| Josep M. Sala i Griso                |       | Parti des socialistes de Catalogne  | Barcelone       | |
| Flora Sanabra i Villarroya           |       | Convergence et Union                | Barcelone       | Troisième secrétaire |
| Juli Sanclimens i Genescà            |       | Convergence et Union                | Barcelone       | |
| Joan Saura i Laporta                 |       | Iniciativa per Catalunya            | Barcelone       | |
| Josep Sendra i Navarro               |       | Convergence et Union                | Tarragone       | |
| Josep Serratusell i Sitjes           |       | Convergence et Union                | Barcelone       | |
| M. del Carme Servitje i Mauri        |       | Convergence et Union                | Barcelone       | |
| Domènec Sesmilo i Rius               |       | Convergence et Union                | Barcelone       | |
| Antoni Siurana i Zaragoza            |       | Parti des socialistes de Catalogne  | Lleida          | |
| Jaume Sobrequés i Callicó            |       | Parti des socialistes de Catalogne  | Barcelone       | |
| Jordi Solé i Tura                    |       | Parti des socialistes de Catalogne  | Barcelone       | Jusqu'au 7 novembre 1989, remplacé le 12 décembre 1989 par Josep Maria Brunet i Mauri                                                                                   |
| Xavier Soto i Cortés                 |       | Parti des socialistes de Catalogne  | Barcelone       | |
| Antoni Subirà i Claus                |       | Convergence et Union                | Barcelone       | |
| Josep Oriol Suñer i Carbó            |       | Convergence et Union                | Gérone          | |
| Josep Sánchez i Llibre               |       | Convergence et Union                | Barcelone       | |
| Celestino A. Sánchez Ramos           |       | Iniciativa per Catalunya            | Barcelone       | Quatrième secrétaire jusqu'au 21 décembre 1989 |
| Daniel Terradellas i Redon           |       | Parti des socialistes de Catalogne] | Gérone          | |
| Esteve Tomàs i Torrens               |       | Parti des socialistes de Catalogne  | Barcelone       | |
| M. Teresa Utgés i Nogués             |       | Parti des socialistes de Catalogne  | Lleida          | |
| Enric Vendrell i Durán               |       | Convergence et Union                | Tarragone       | |
| Francesc Vernet i Mateu              |       | Convergence et Union                | Tarragone       | |
| Aleix Vidal-Quadras i Roca           |       | Alliance populaire                  | Barcelone       | |
| Jordi Vila i Foruny                  |       | Convergence et Union                | Barcelone       | |
| Carles Viñas i Serra                 |       | Convergence et Union                | Barcelone       | |
| Joaquim Xicoy i Bassegoda            |       | Convergence et Union                | Barcelone       | Président du Parlement |